# Psilocin
Psilocin (4-OH-DMT, psilotsin) je psihodelični alkaloid iz pečurki. On je prisutan u većini psihodeličnih pečurki zajedno sa svojim fosforisanim ekvivalentom psilocibinom. Psilocin spada u Plan I lekove po Konvenciji o psihotropnim supstancama. Njegovo dejstvo menjanja uma je veoma varijabilno i subjektivno, i donekle podseća na dejstvo LSD-a i meskalina. Efekti tipično traju od tri do osam sati u zavisnosti od određenih promenljivih (kao što su metabolizam, i interakcije sa hranom).